# Liparis superposita
Liparis superposita är en orkidéart som beskrevs av Paul Ormerod. Liparis superposita ingår i släktet gulyxnen, och familjen orkidéer. Inga underarter finns listade i Catalogue of Life.